# Domptage
Dompteur d'animaux

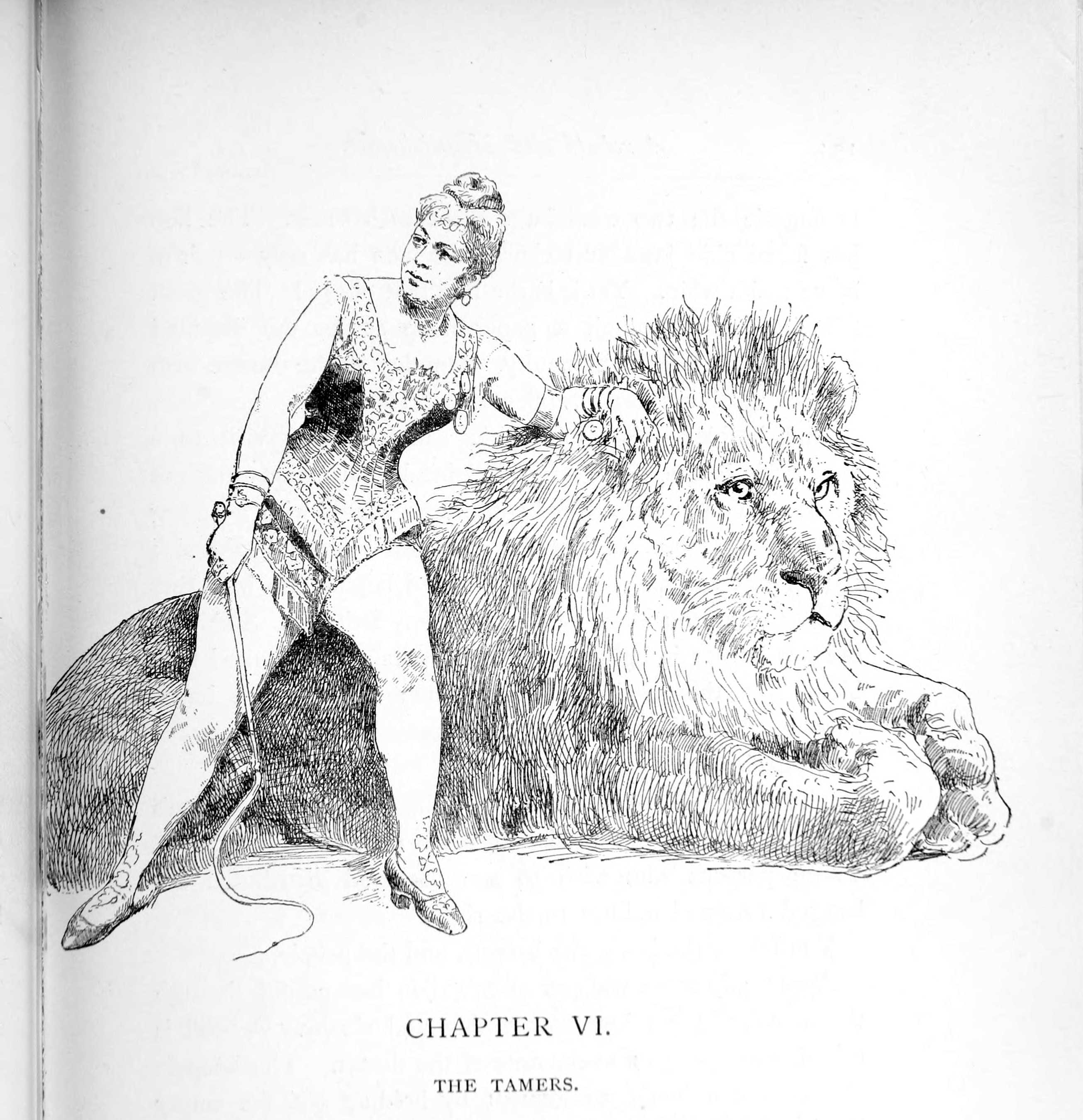
Dompteuse de lion avec son animal à la fin du XIXe siècle.

Le domptage se réfère aux réponses spécifiques d'animaux sauvages entraînés à l'obéissance humaine. Il sert, en règle générale, à des actes notamment protecteurs ou de divertissement. 
Le dompteur d'animaux est la personne qui présente dans un cirque des fauves dressés à exécuter quelques tours. Ce terme doit être différencié du terme de dresseur ou éducateur d'animaux qui concerne des animaux domestiques.
Les souffrances liées au domptage constituent l'un des arguments de l'opposition à l'utilisation d'animaux sauvages dans les cirques.

## Présentation
Plusieurs termes ont été distribués selon les animaux agissant à l'obéissance humaine. Le domptage est un terme utilisé pour le travail avec des animaux carnivores dangereux, alors appelé « dressage en férocité », le « dressage » pour le travail avec des animaux paisibles (« dressage en douceur », ou pelotage), l'« éducation » pour le travail avec des animaux domestiques, l'« entraînement » pour le travail avec des mammifères marins et des perroquets et l'« affaitage » pour le travail avec des oiseaux de proie dans les spectacles de fauconnerie.

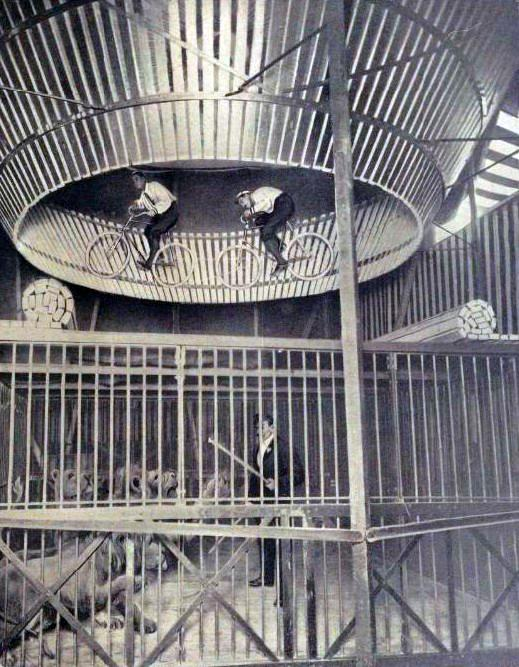
« Le cercle de la double mort », chez le dompteur Juliano lors de la fête de Neuilly-sur-Seine en juin 1903.

Le domptage au sens strict se rapporte à la présentation de fauves, en particulier de grands félins (lions, tigres, panthères, etc.), généralement présentés dans une cage métallique pour des raisons de sécurité. Quelquefois, d'autres animaux participent à ces numéros : hyènes, ours, loups et même chiens. Les groupes d'animaux se composent en général de deux à dix individus, d'une ou plusieurs espèces, mais certains cirques ont pu présenter jusqu'à plusieurs dizaines d'animaux ensemble.
Il est plutôt question de dressage que de domptage pour désigner les numéros où interviennent d'autres animaux :
- les numéros à tendance comique : des singes (macaques, babouins, chimpanzés), qui effectuent le plus souvent des numéros comiques ; des ours (très populaires au grand cirque de Moscou en particulier) ; des otaries ;
- les numéros à tendance exotique : des éléphants ; des animaux exotiques très divers, qui effectuent généralement de simples tours de piste : chameaux, lamas, zébus, zèbres, autruches, hippopotames, rhinocéros, bisons, girafes, porcs-épics, renards, serpents, crocodiles, etc.

Il existe aussi des numéros de dressage d'animaux domestiques :
- des animaux de ferme et de basse-cour ;
- des animaux familiers : des chiens tels des caniches (très fréquents) et, beaucoup plus rarement, des chats (le dresseur Youri Kouklatchev de Moscou en avait fait sa spécialité[3]).

Enfin, le dressage de chevaux (la cavalerie en liberté, la haute école et les acrobaties équestres, qui en sont un dérivé) est un classique du cirque ; telles celle d'Arlette Gruss et plus encore celle du théâtre équestre Zingaro dirigée par Bartabas, ont largement contribué à renouveler le genre.

## Notoriété

### Animaux célèbres
Parmi les animaux restés célèbres dans l'histoire du cirque, on peut noter (liste non exhaustive) :
| - l'éléphant Baba présenté en 1807 au Cirque-Olympique des Franconi ; - le lion Wallace, né en 1812 à Édimbourg, dans la Ménagerie ambulante Wombwell, et mort en 1838, fut le premier lion né en captivité en Grande-Bretagne ; - le cerf Coco présenté en 1813 au Cirque-Olympique des Franconi ; - le tigre Atyr (mort à l'âge de 21 ans), dans la cage duquel le dompteur Henri Martin entra pour la première fois le 24 décembre 1819 ; - Brutus, le lion favori du dompteur Baptiste Pezon, qui inspira le sculpteur Bartholdi pour son lion de Belfort érigé en 1880 ; - l'éléphant d'Afrique Jumbo acheté par P.T. Barnum au Zoo de Londres en 1882 et mort en 1885, heurté par une locomotive pendant le chargement du cirque américain, dans la ville de St Thomas en Ontario ; - Pascha, le lion écuyer sur un cheval, présenté par Carl Krone en 1893 ; - l'éléphant Fritz, échappé de la ménagerie du cirque Barnum & Bailey, tué en 1902 à Tours, où sa dépouille naturalisée est visible dans les anciennes écuries du musée des beaux-arts ; - Leo le lion, mascotte de la MGM figurant sur les logos des films de la société de production, représenté par plusieurs lions dont Slats, Jackie, Bill, Telly, Coffee, Tanner, George et Leo. | - l’éléphant de mer Goliath présenté dans la ménagerie du Cirque Ringling Bros. and Barnum & Bailey en 1928 et 1929 (Colossus fut son successeur dans les tournées 1930 et 1931 du Ringling Bros. and Barnum & Bailey Circus et 1932 du Sells-Floto Circus) ; - le gorille Gargantua présenté dans la ménagerie du Cirque Ringling Bros. and Barnum & Bailey de 1938 à 1949 (sa compagne Toto vécut dans une cage séparée de 1941 à 1968) ; - Doutschka, panthère des neiges d'Alfred Court, tuée en 1940 par un léopard qui la suivait dans un tunnel au Madison Square Garden de New-York (où se produisait le Cirque Ringling Bros. and Barnum & Bailey) ; - le puma Bill du Cirque Francki, connu sous le nom du « puma de l’île de Ré », s'évada au mois d'août 1962 à Ars-en-Ré, fut capturé au lasso et ne reprit sa place dans sa cage que le 16 octobre 1962 à Montpellier ; - Zeila, rhinocéros blanc femelle, vécut au Cirque Knie de 1966 à 2006 (morte à l'âge de 43 ans) et fut le premier rhinocéros au monde présenté sur une piste de cirque en 1968 ; - Amigo, Black, Princess et Simbad, les dauphins de Jean Richard, présentés par le capitaine Decker, à partir du 22 novembre 1969 sous chapiteau à Paris, avant de se produire en 1970 dans les grandes villes de France ; - Kenny, le léopard vedette de Gunther Gebel-Williams avec lequel il participa en 1977 à une publicité pour American Express ; - Charles le marabout présenté dans la Volière Dromesko en 1990-91 ; - Zingaro, le cheval frison de Bartabas, mort en 1999 à New York ; - Pursh, tigre du Bengale, vedette du cirque de Moscou qui, avec sa dompteuse Margarita Nazarova, a tourné dans plusieurs films comme Dompteuse de tigres, Striped Trip. |

### Dompteurs célèbres

#### Les précurseurs
Si le néerlandais Douwe Mout van der Meer exhiba en Europe au XVIIIe siècle, un rhinocéros nommé Clara, le dompteur américain Isaac Van Amburgh (né en 1808) et le dompteur français Henri Martin (né en 1793) sont souvent présentés comme étant parmi les premiers grands dompteurs de fauves. Le Français est en outre le fondateur du zoo de Rotterdam en 1857.
Le dompteur François Bidel (né en 1839) est considéré comme un des premiers à avoir fait du dressage des fauves un art spectaculaire capable d'attirer les foules. Il sera  d'ailleurs victime d'un grave accident causé par son lion Sultan. L'accident fut immortalisé par le peintre Édouard Detaille et l'écrivain Paul Hervieu qui avaient assisté à la représentation lors de laquelle le dompteur fut attaqué. 
Le dompteur Martini Maccomo (né autour de 1840), d'origine africaine (qui se déclarait d'origine angolaise) et installé en Grande Bretagne durant la seconde moitié du XIXe siècle est connu pour avoir survécu à plusieurs attaques de fauves et le russe Anatoli Dourov, fondateur de la ménagerie Dourov de Moscou, reste, quant à lui, un des premiers à dresser des ours en public, succédant ainsi à la tradition des montreur d'ours qui exerçaient leur activité dans les rues ou les champs de foire.

#### L'âge d'or des dompteurs
Au cours du XXe siècle et au début du XXIe siècle, de nombreux dompteurs, maître dans leur art, sont devenus célèbres, en raison de nombreuses tournées dont le dresseur allemand de fauves et d'éléphants Wolfgang Holzmaïr qui travailla pour le cirque Jean Richard ou le cirque Pinder et qui forma ensuite le dompteur français Frédéric Edelstein, ainsi que le groupe de dompteurs magiciens germano-américain Siegfried et Roy qui se produisit à La Végas.
En ce qui concerne les femmes, la dompteuse américaine Rose Flanders Bascom est une des premières femmes à se produire sur scène avec ses tigres, précédant ainsi Mabel Stark, une autre artiste américaine, de quelques années, tandis que la Française Jeanne Corfdir, plus connue sous le nom de Jeannette Mac Donald, est une des plus jeunes dompteuses françaises. Accompagnée, elle entre pour la première fois dans une cage aux fauves à l'âge de six ans puis elle y entre seule à quatorze ans. De petite taille (d'où son surnom), la dompteuse autrichienne Tilly Bébé, formée par une autre dompteuse dénommé la comtesse X (une aristocrate française) avait réussi à dompter des lions mais également des ours polaires, juste avant la Première guerre mondiale.
Le dompteur Hans Brick lance dans les années 1930 un spectacle comique avec des lions, idée originale qui sera reprise par l'acteur français Jean Richard, alors propriétaire de son propre cirque avec le concours de la dompteuse Sarh Caryth sur la scène de l'Olympia en 1955.

Quelques illustrations de dompteurs célèbres selon les époques
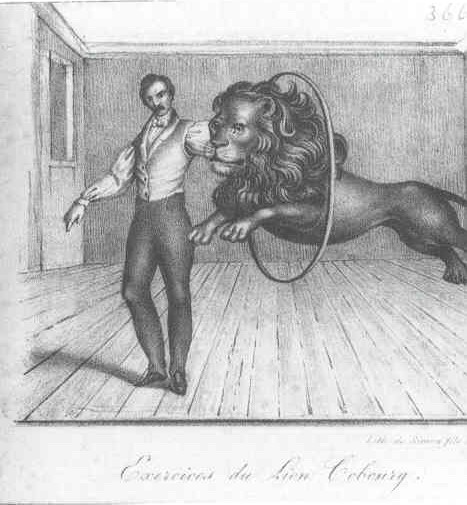
Le dompteur français Henri Martin.
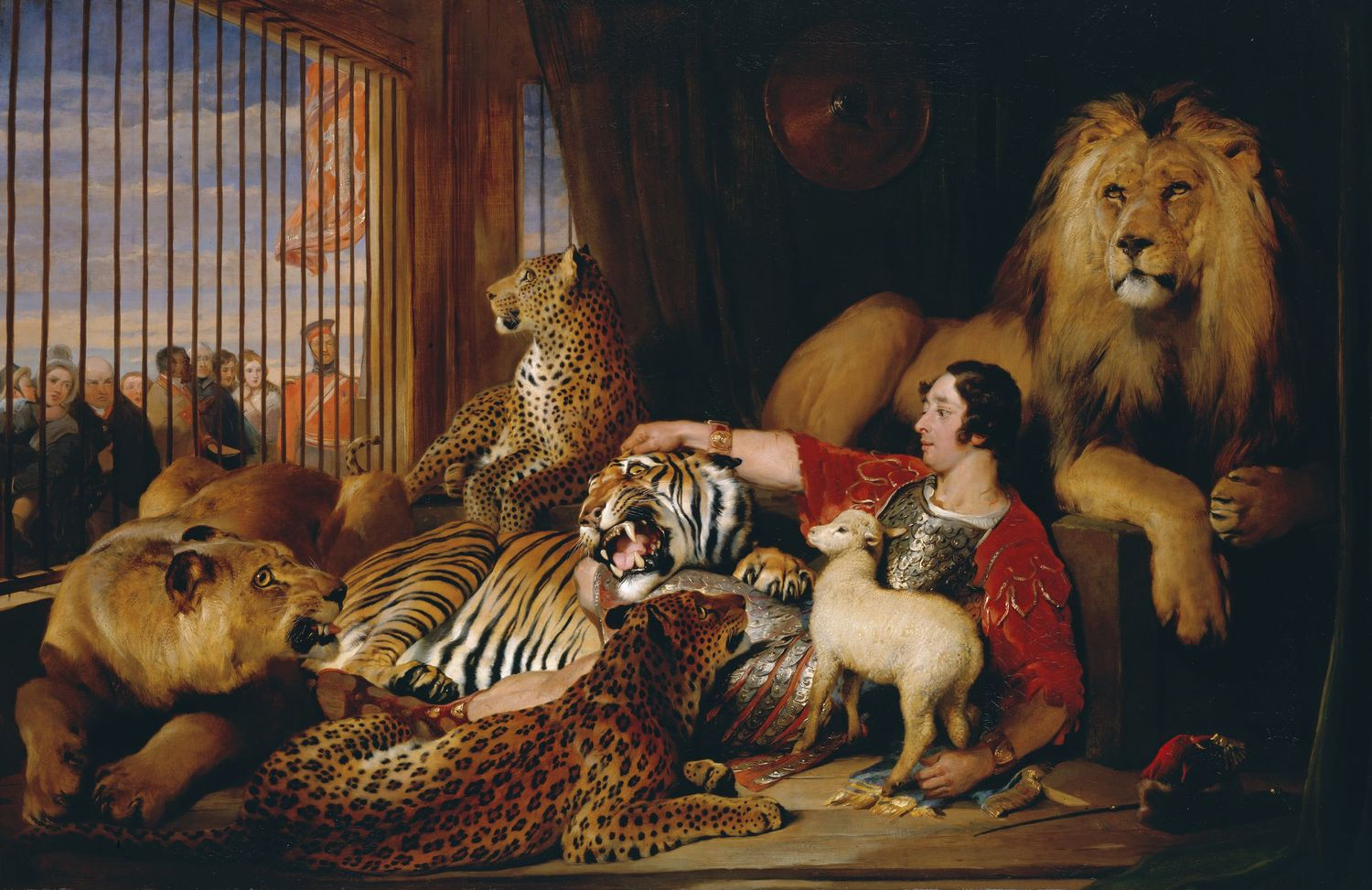
Le dompteur américain Isaac Van Amburgh et ses animaux.
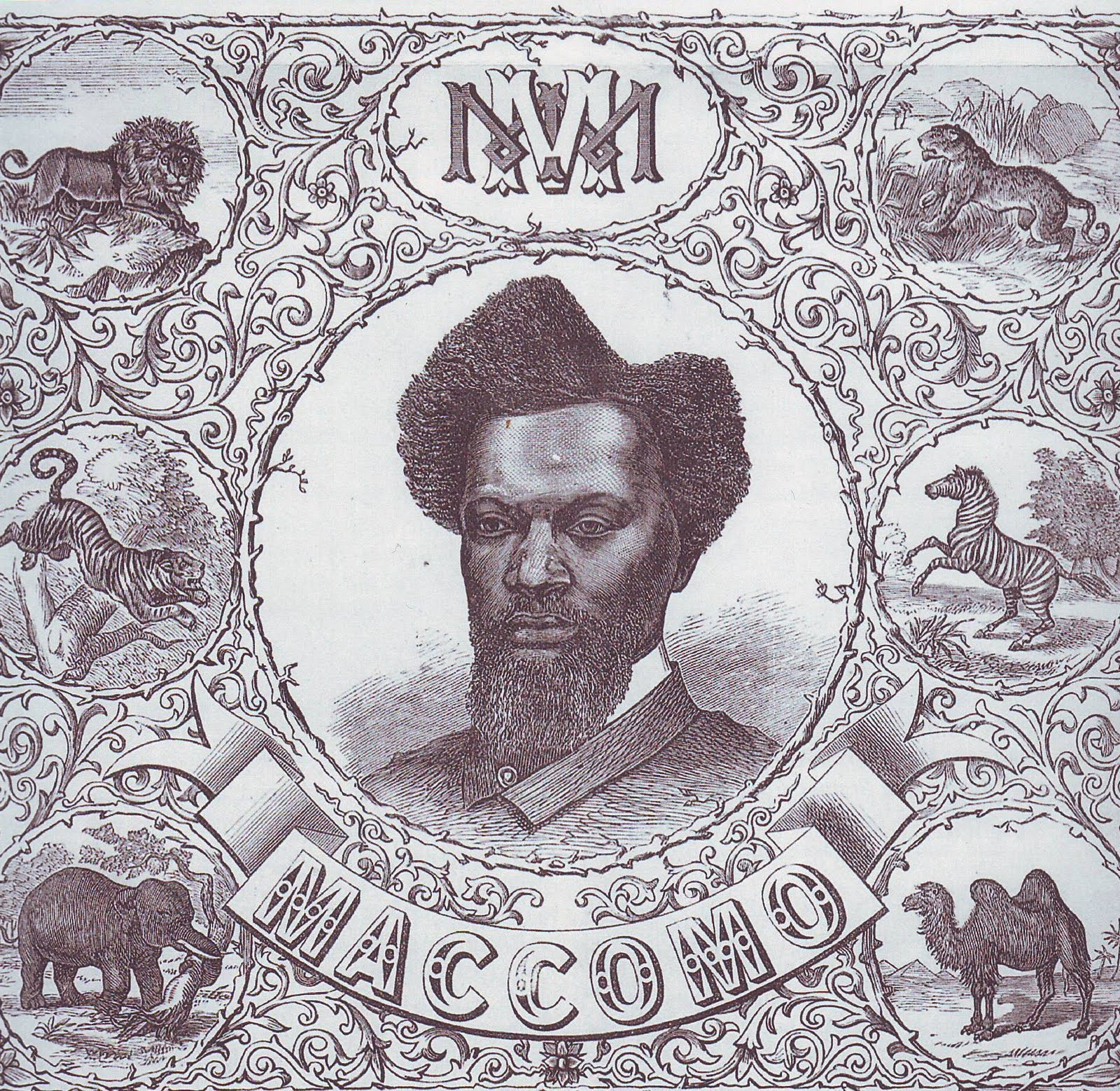
Le dompteur angolais Martini Maccomo.
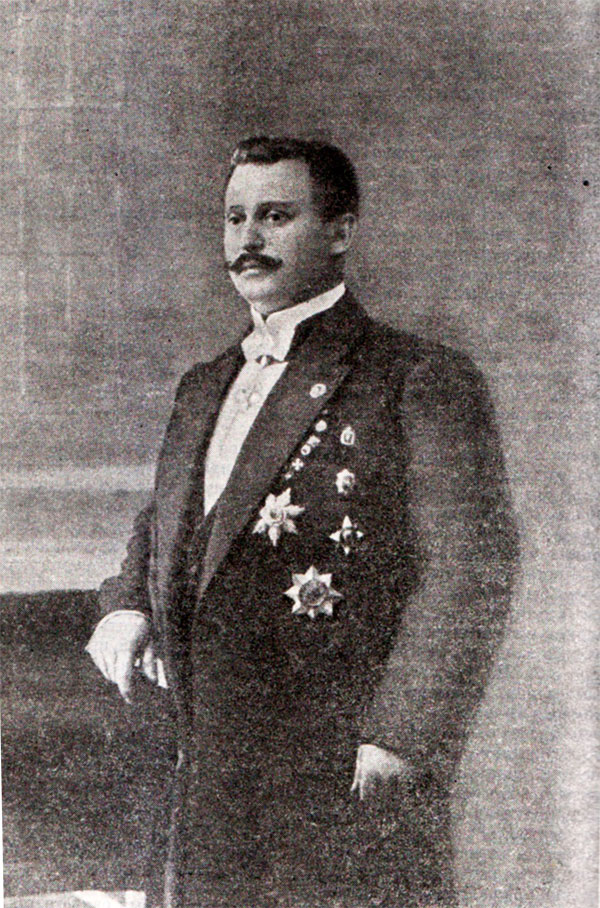
Le dompteur russe Anatoli Dourov.
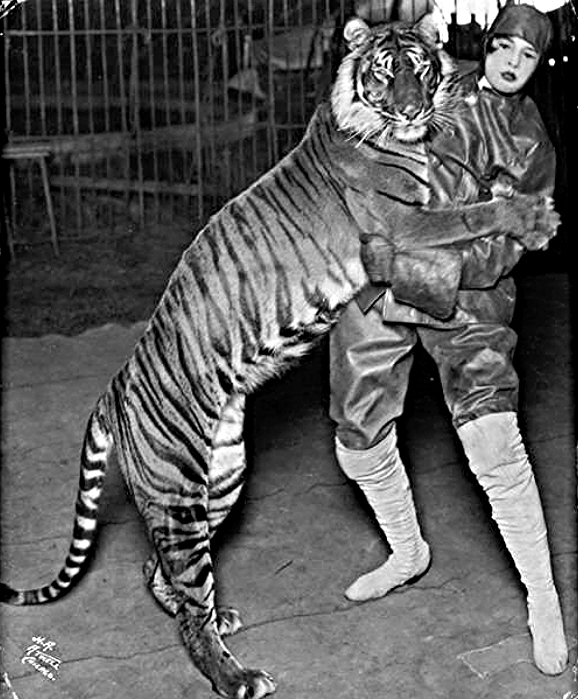
La dompteuse américaine Rose Flanders Bascom.
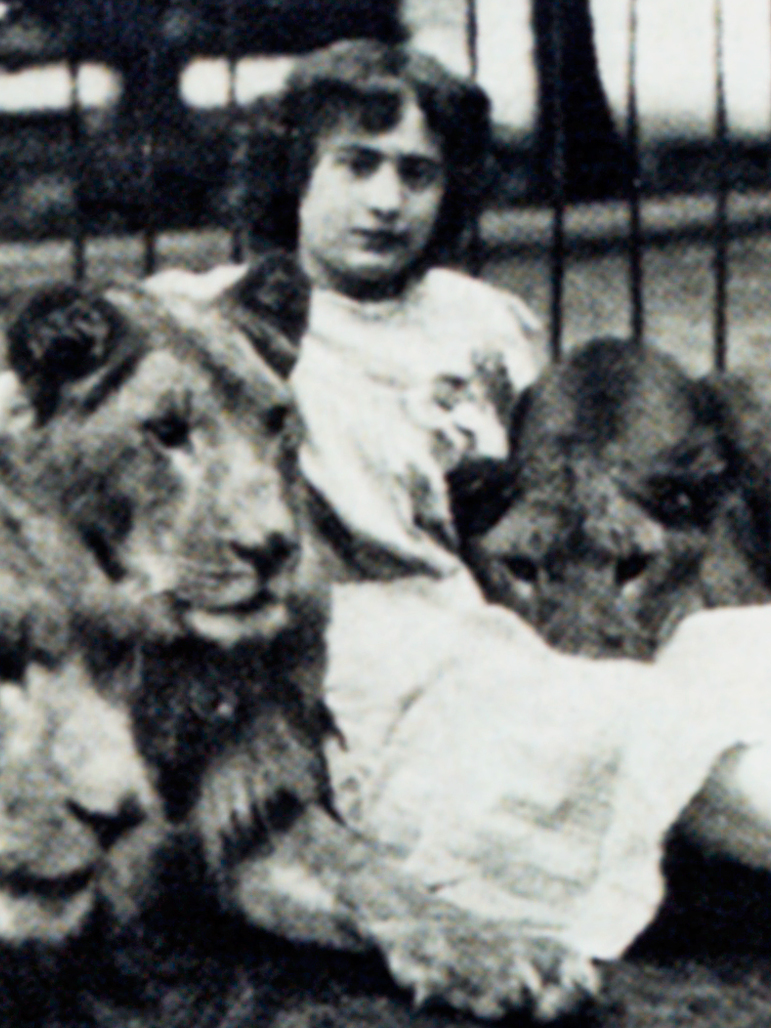
La dompteuse autrichienne Tilly Bébé.
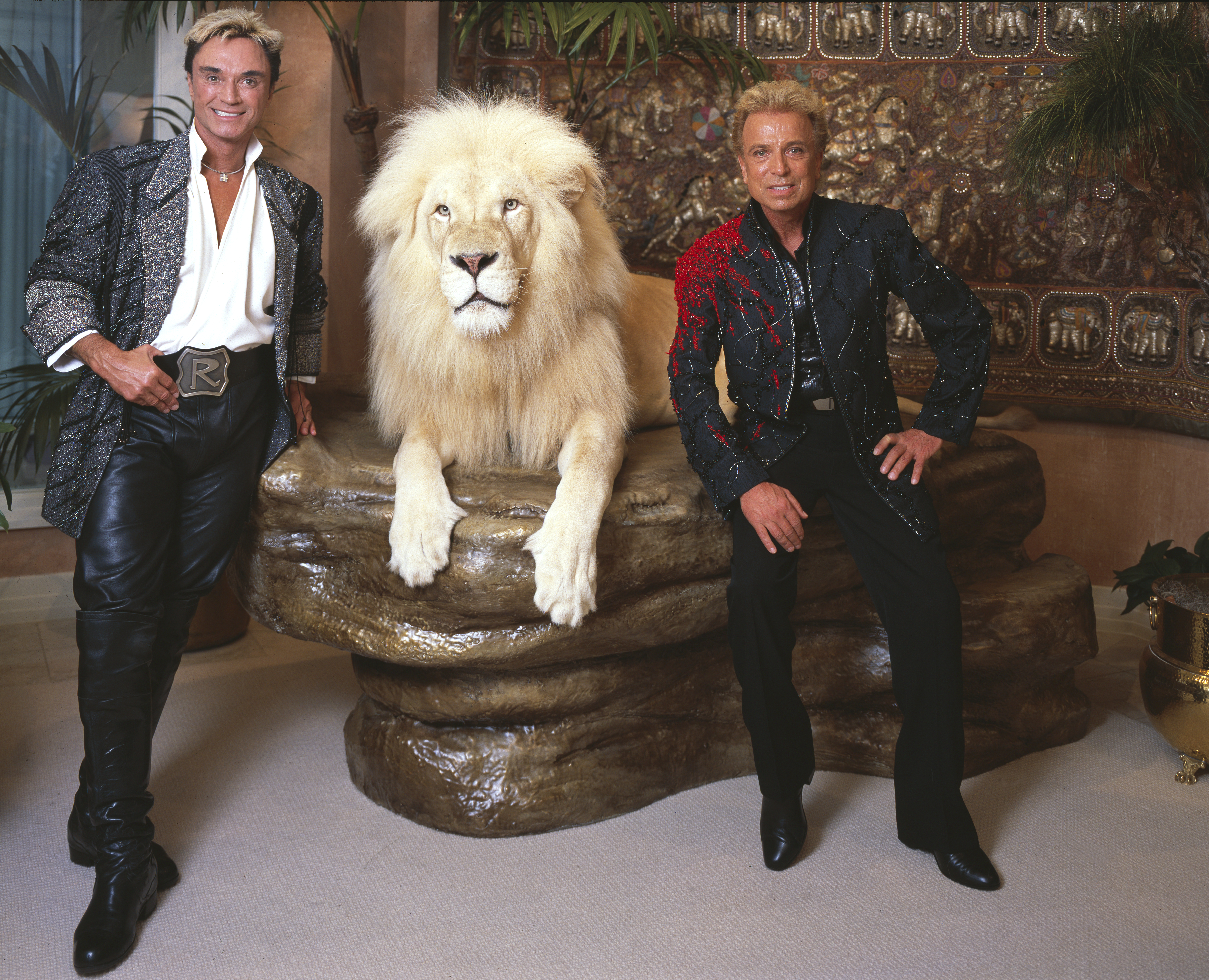
Les dompteurs germano-américains Siegfried et Roy.

## Accidents

### Ménagerie à Chatham en 1850
Selon le Daily News datant du 14 janvier 1850, le soir du 11 janvier 1850, Ellen Blight produit un spectacle public à la ménagerie de George Wombwell. Elle entre à l'intérieur d'une cage avec un lion et un tigre. Le tigre l'attaque et la blesse grièvement. Ellen Blight décédera quelques instants plus tard. Ellen Blight est enterrée à Coventry où elle partage une tombe avec son cousin William Wombwell, tué par un éléphant l'année précédente au sein d'une ménagerie différente. Sa mort est médiatisée à travers la presse nationale. Devenue une célébrité posthume, cet événement conduit à l'interdiction des dompteuses de lions durant l'époque victorienne.

### Foire des Rameaux de Grenoble en 1891
Une dompteuse italienne dénommée Augustine Gandolfo, mais plus connue sous le nom d'artiste « Rosita », fut dévorée par une lionne de sa ménagerie, surnommée « Lydie, la lionne de l’Atlas », au cours d'un spectacle forain de la foire des Rameaux organisée sur l'esplanade de la ville Grenoble le samedi 25 avril 1891 en présence de nombreux spectateurs. 
Cet accident tragique fut relaté en première page du supplément illustré du quotidien parisien le Petit Journal, l'article indiquant les détails du drame et l'intervention de son frère qui ne put rien faire pour la sauver de l'attaque du fauve. La dompteuse fut inhumée dans le cimetière Saint-Roch de Grenoble.
Le 13 avril 2018, une statue de lionne est réinstallée sur la tombe de la jeune femme, décédée à l'âge de 18 ans, en présence de représentants de la municipalité et d’une délégation de forains, la précédente, installée lors de son inhumation, ayant été volée,.

### Ménagerie de La Goulue à Paris en 1904

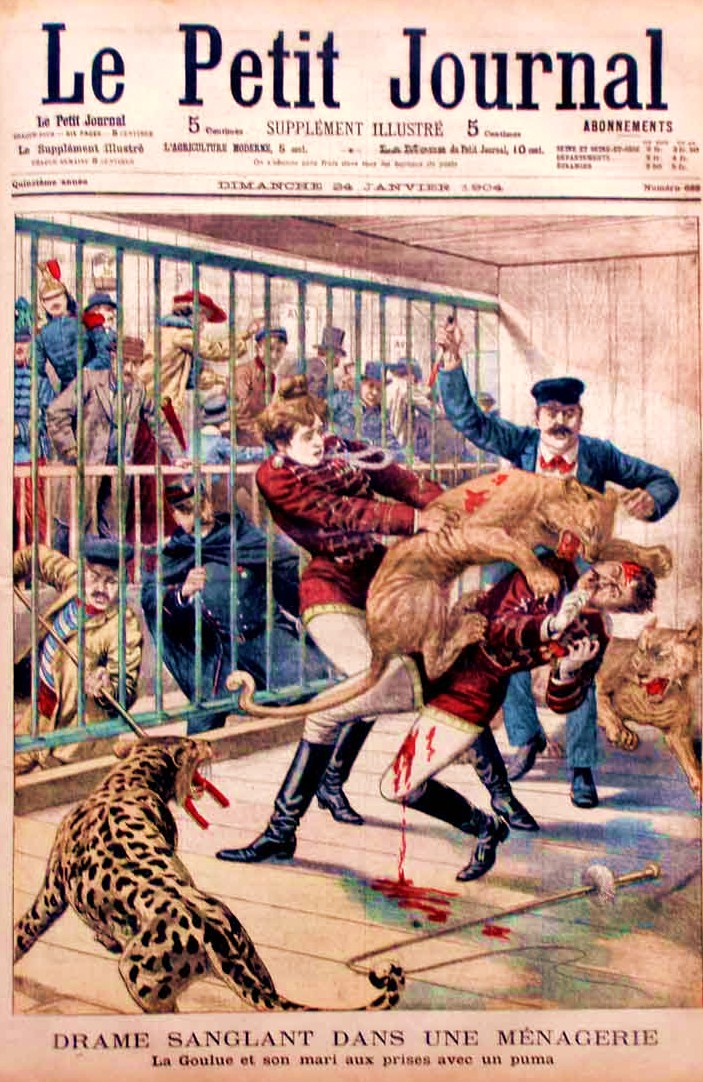
Combat de La Goulue contre le cougar (Le Petit Journal du 24 janvier 1904).

La célèbre meneuse de revue Louise Weber, surnommée La Goulue, immortalisée par le peintre Henri de Toulouse-Lautrec, ouvre une ménagerie avec son mari Joseph-Nicolas Droxler, dit « José » durant les années 1900 à Paris dans le 13e arrondissement. Elle y exerce la double activité de belluaire et de dompteuse durant ses différentes représentations en tournée. 

Le 9 janvier 1904, lors d’une représentation de pumas, de hyènes et d’ours dans sa célèbre ménagerie, les deux époux sont attaqués par des bêtes féroces dont un puma (souvent dénommé « lion des montagnes », notamment dans les articles de l'époque, mais que les américains dénomment « cougar ») et ne réussissent à sauver leurs vies qu'en combattant eux-mêmes l'animal devant de nombreux spectateurs. Cet accident fera la une du supplément illustré sur Petit Journal du dimanche 24 janvier 1904,,. Remise de ses émotions, l'ancienne meneuse de revues fait afficher quelques jours plus tard un calicot devant l'entrée de sa ménagerie afin d'attirer le public avec comme mention :
«  Mme La Goulue prend le travail avec la panthère qui a dévoré la tête et mangé la main du dompteur José. »

### Arènes du casino The Mirage de Las Vegas en 2003
Le 3 octobre 2003, le dompteur Roy Horn du groupe de dompteurs magiciens Siegfried et Roy était seul en piste dans les arènes du casino The Mirage de Las Vegas, aux États-Unis, avec une soixantaine de tigres quand il a été attaqué par Montecore, un tigre mâle du Bengale de sept ans qui a pris son bras avant de le saisir à la gorge et de le traîner hors de scène devant une foule de 1 500 personnes. Le dompteur a été grièvement blessé et a du subir une intervention chirurgicale afin de réduire la pression dans sa boîte crânienne avant d'entamer une longue rééducation.

### Cirque Orféi à Triggiano en 2019
Ettore Weber, un dompteur reconnu dans le milieu pour sa carrière, travaillait pour le cirque Orfei, est décédé à 61 ans le 4 juillet 2019 dans la cage des tigres. Lors d'une séance de répétition avec quatre de ses tigres à Triggiano (Italie), l'un d’eux l'a attaqué entraînant l'attaque des autres fauves, le blessant ainsi mortellement.

## Dans les arts

### À la télévision
L'émission de la télévision française La piste aux étoiles présente des spectacles de cirque sur une idée de Gilles Margaritis, enregistrés entre 1962 et 1976 avec Roger Lanzac en Monsieur Loyal a régulièrement présenté des spectacles de domptage de fauves dont notamment Dieter Farell.

### Au cinéma
- 1938 : Le Dompteur est un film français réalisé par Pierre Colombier évoque l'histoire d'un homme qui hérité d'un cirque ambulant et qui a peur des animaux sauvages[24].
- 1952 : Sous le plus grand chapiteau du monde est un film américain réalisé par Cecil B. DeMille en 1952 avec le cirque Barnum & Bailey avec l'acteur Lyle Bettger qui joue le rôle de Klauss, le dompteur d'éléphants.
- 1959 : Dans les griffes du tigre[25] (titre original : Geliebte Bestie) est un film autrichien réalisé par Arthur Maria Rabenalt.
- 1961 : La Croisière tigrée (Полосатый рейс, Polosatyy reys) est une comédie soviétique réalisée par Vladimir Fetine mettant en scène la dompteuse soviétique Margarita Nazarova.
- 1989 : Roselyne et les Lions est un film français réalisé par Jean-Jacques Beineix avec Isabelle Pasco dans le rôle de dompteuse de lion.

### Dans la bande dessinée
- Dans l'album Les lauriers de César, c'est l'acteur Jean Richard connu pour ses activités circassiennes qui est représenté comme dompteur dans le grand cirque de Rome, face à Jules César[26].

Quelques illustrations de domptage d'animaux sauvages durant diverses époques
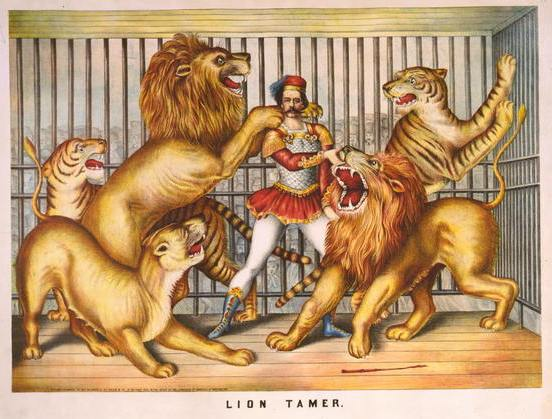
Dompteur de lion en 1893.
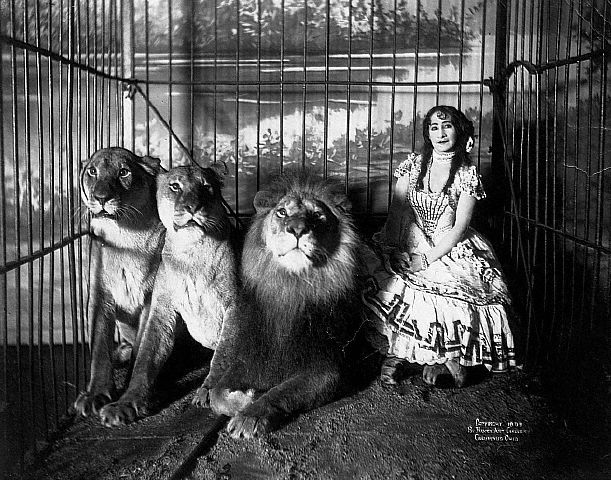
Dompteuse de lions en 1899.
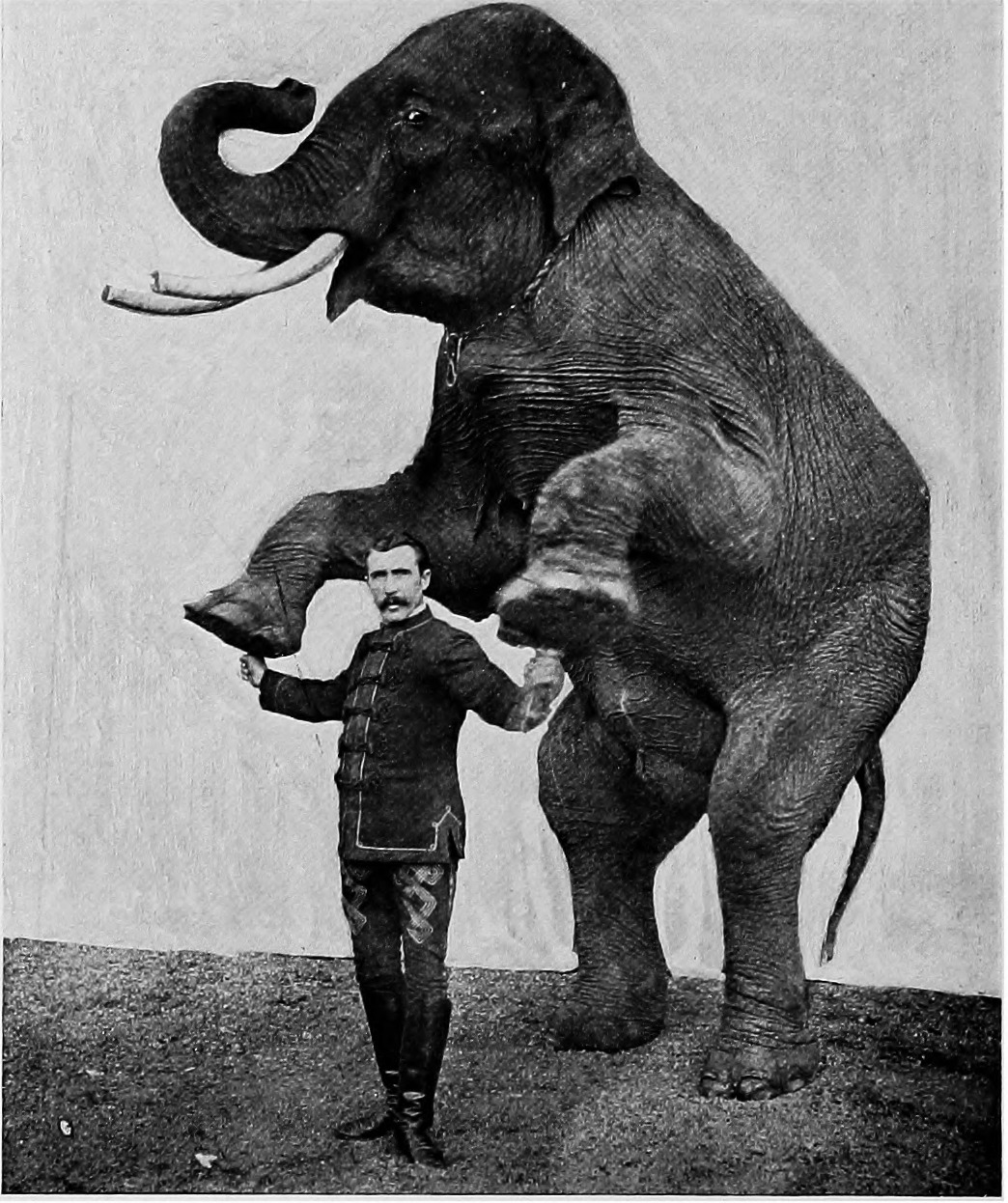
Dressage d'un éléphant en 1903.
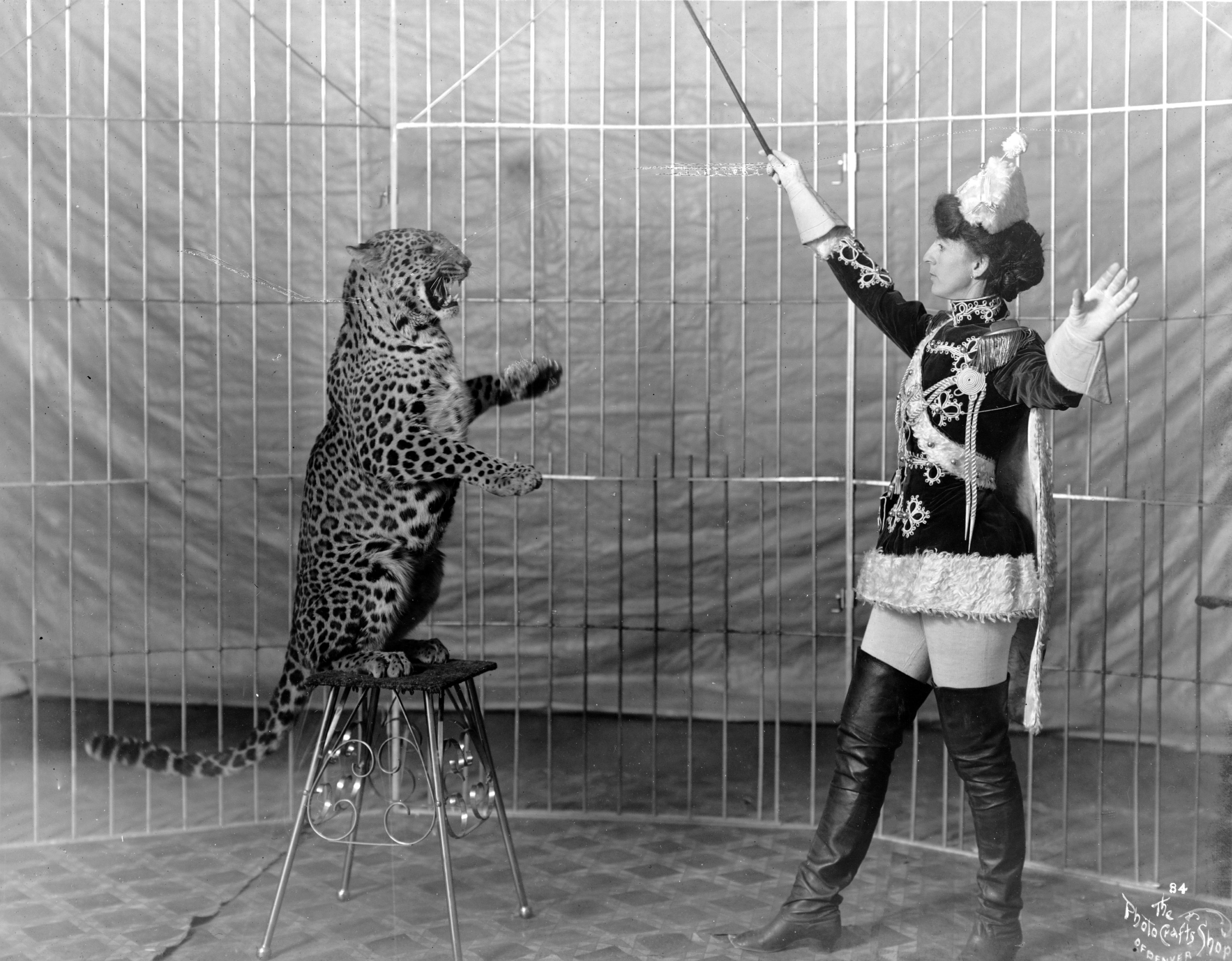
Femme domptant un léopard en 1906.
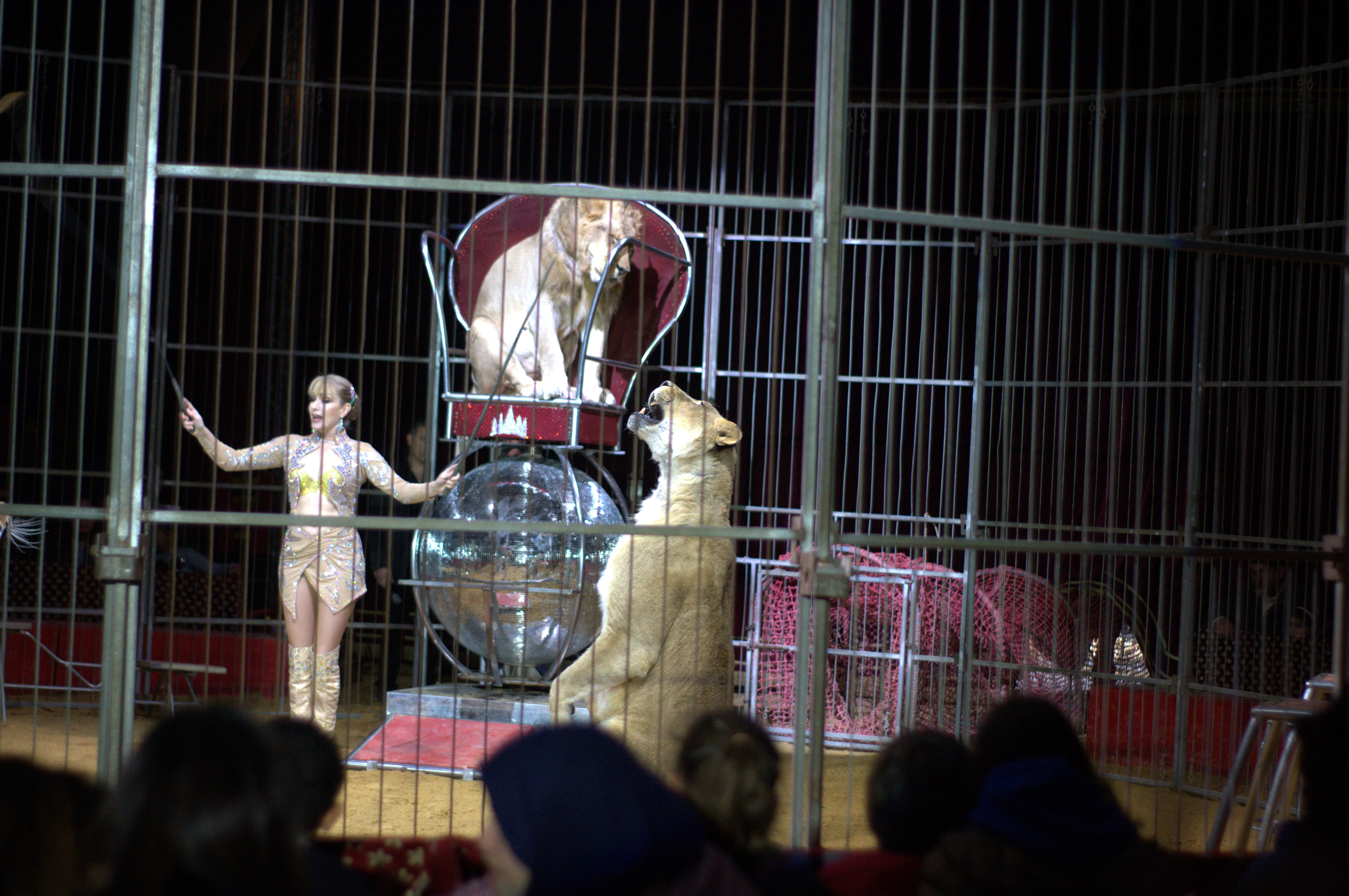
Lions dans un cirque en Tunisie en 2017.

## Critiques
Certains éthologues dénoncent la maltraitance qui découlerait du domptage. Selon ces derniers, pour qu'un animal sauvage obéisse à son dompteur, il faut que la crainte de la punition en cas de désobéissance soit suffisamment importante, ce qui implique de la souffrance pour l'animal durant la phase d'apprentissage. En France, le cirque Joseph Bouglione a choisi en 2017 de ne plus utiliser d'animaux pour ses spectacles.
En France selon un sondage Ipsos (datant de 2017), 59 % des Français s'opposeraient aux spectacles avec des animaux sauvages, alors qu'ils n'étaient que 20 % en 1993.